# Pedro Díez de Rivera y Muro
Pedro Díez de Rivera y Muro, V Comte d'Almodóvar (Madrid, 29 de juny de 1843 – Sant Sebastià, Guipúscoa, 23 de març de 1934) fou un aristòcrata i polític espanyol, senador per Castelló i València durant la restauració borbònica.
Era fill de Francisca de Paula de Muro y Colmenares i d'Ildefonso Díez de Rivera y Valeriola, IV comte d'Almodóvar, i net del militar progressista Ildefonso Díez de Rivera i Muro. A la mort del seu pare el 1877 va adquirir el títol de comte d'Almodóvar, amb Grandesa d'Espanya des de 1875.
Membre del Partit Conservador, el 1883 es va casar amb Francisca de Paula Figueroa y Torres-Mendieta, filla dels marquesos de Villamejor i germana de Álvaro Figueroa y Torres Mendieta, comte de Romanones i cap del Partit Liberal. De 1884 a 1886 fou senador per la província de Castelló, el 1891 per la Societat Econòmica de València i el 1907 fou senador per dret propi com a Gran d'Espanya, càrrec que va mantenir fins a la dissolució del Senat quan es va produir la dictadura de Primo de Rivera el 1923.